# آلفردو راموس (بازیکن فوتبال اهل برزیل)
آلفردو راموس (پرتغالی: Alfredo Ramos; ۲۷ اکتبر ۱۹۲۴ – ۳۱ ژوئیهٔ ۲۰۱۲) بازیکن و مربی فوتبال اهل برزیل بود.
از باشگاه‌هایی که در آن بازی کرده‌است می‌توان به باشگاه فوتبال سانتوس، باشگاه فوتبال کورینتیانس، و باشگاه فوتبال سائو پائولو اشاره کرد.
وی همچنین در تیم ملی فوتبال برزیل بازی کرده‌است.